# Acleris zimmermani
Acleris zimmermani là một loài bướm đêm thuộc họ Tortricidae. Nó là loài bản địa của México, nhưng nó được du nhập vào Kauai, Maui và Hawaii để khống chế loài blackberry.
Sải cánh dài 11–14 mm.
Ấu trùng ăn các loài Rubus.